# 江田幸一
江田 幸一（えだ こういち、1947年10月31日 - ）は、埼玉県浦和市（現・さいたま市浦和区）出身の元プロ野球選手（投手）。

## 来歴・人物
上尾高校では3年次の1965年に夏の甲子園県予選で準々決勝に進出するが、大宮高に敗退して甲子園出場はならなかった。高校同期に会田照夫がいる。卒業後の1966年に東京ガスへ入社し、1969年の都市対抗では鷺宮製作所に補強されて出場。初戦となった2回戦の電電四国戦で好リリーフして勝利投手となるが、この勝利が鷺宮の都市対抗初勝利でもあった。同年のドラフト4位で東映フライヤーズに入団し、「日拓ホームフライヤーズ」となった1年目の1973年から中継ぎとして起用される。7月11日のロッテ戦（神宮）で初勝利を挙げ、「日本ハムファイターズ」となった2年目の1974年には4月19日の南海戦（大阪）で初セーブをマーク。1975年と1976年の2年間は一軍出場ゼロであったが、168cmと小柄ながら体の使い方のうまさに同僚の高橋直樹も脱帽。アンダースローからのシュートやシンカーなど多彩な変化球、打者の手元で微妙に変化するクセ球を武器に、1977年にはショート・リリーフに活路を見出だす。同年の目標はまず一軍入りで、結果が出せなかった場合は引退するつもりであったが、前期だけで5勝を挙げる。6月22日のロッテ戦（宮城）では先発の佐伯和司が5回に4点目を取られ、0-4とリードされたところからリリーフ。江田は「どうせ負け試合か…」と気軽に投げていると、日本ハムナインが反撃に移り、9回の土壇場に永淵洋三が田中由郎から右翼ポール際に逆転の5号2ラン本塁打を放つ。5勝目は思わぬ形で転がり込み、江田は「ツキも運も実力のうちですよ」とポーカーフェイスで惚けていたが、本心は大喜びであった。「こうなったら10勝でも狙いましょうか」とも語り、自身の調子が下り気味であったのと高橋一三・野村収らが復調したこともあって、出番が少なくなっていた江田にとってはこれが40日ぶりの勝利であった。後期は1勝に終わったが、9月1日のクラウン戦（平和台）で最後の勝利を挙げた。同年には自己最多となる40試合登板で6勝をマークするが、長女・芳子が誕生した1979年限りで現役を引退。
引退後は1980年の1年だけ巨人で打撃投手を務めた。

## 詳細情報

### 年度別投手成績
| 年 度     | 球 団         | 登 板 | 先 発 | 完 投 | 完 封 | 無 四 球 | 勝 利 | 敗 戦 | セ 丨 ブ | ホ 丨 ル ド | 勝 率 | 打 者 | 投 球 回 | 被 安 打 | 被 本 塁 打 | 与 四 球 | 敬 遠 | 与 死 球 | 奪 三 振 | 暴 投 | ボ 丨 ク | 失 点 | 自 責 点 | 防 御 率 | W H I P |
| --------- | ------------- | ----- | ----- | ----- | ----- | -------- | ----- | ----- | -------- | ----------- | ----- | ----- | -------- | -------- | ----------- | -------- | ----- | -------- | -------- | ----- | -------- | ----- | -------- | -------- | ------- |
| 1973      | 日拓 日本ハム | 14    | 0     | 0     | 0     | 0        | 1     | 0     | --       | --          | 1.000 | 112   | 26.2     | 28       | 5           | 11       | 0     | 0        | 11       | 0     | 0        | 16    | 16       | 5.33     | 1.46    |
| 1974      | 日拓 日本ハム | 16    | 0     | 0     | 0     | 0        | 0     | 0     | 1        | --          | ----  | 69    | 17.0     | 19       | 2           | 1        | 0     | 1        | 11       | 0     | 0        | 9     | 8        | 4.24     | 1.18    |
| 1977      | 日拓 日本ハム | 40    | 0     | 0     | 0     | 0        | 6     | 3     | 0        | --          | .667  | 369   | 91.1     | 84       | 11          | 27       | 2     | 1        | 42       | 1     | 0        | 36    | 31       | 3.07     | 1.22    |
| 1978      | 日拓 日本ハム | 29    | 0     | 0     | 0     | 0        | 0     | 3     | 1        | --          | .000  | 259   | 57.1     | 77       | 8           | 21       | 0     | 2        | 14       | 0     | 0        | 44    | 41       | 6.47     | 1.71    |
| 1979      | 日拓 日本ハム | 10    | 0     | 0     | 0     | 0        | 0     | 2     | 0        | --          | .000  | 90    | 20.1     | 24       | 3           | 4        | 0     | 2        | 4        | 1     | 0        | 14    | 10       | 4.50     | 1.38    |
| 通算：5年 | 通算：5年     | 109   | 0     | 0     | 0     | 0        | 7     | 8     | 2        | --          | .467  | 899   | 212.2    | 232      | 29          | 64       | 2     | 6        | 82       | 2     | 0        | 119   | 106      | 4.48     | 1.39    |

- 日拓（日拓ホームフライヤーズ）は、1974年に日本ハム（日本ハムファイターズ）に球団名を変更

### 記録
- 初登板：1973年6月5日、対阪急ブレーブス前期10回戦（後楽園球場）、6回表に3番手で救援登板、3回無失点
- 初勝利：1973年7月11日、対ロッテオリオンズ前期12回戦（明治神宮野球場）、4回裏無死から4番手で救援登板、5回1失点
- 初セーブ：1974年4月19日、対南海ホークス前期1回戦（大阪球場）、9回裏に5番手で救援登板・完了、1回無失点

### 背番号
- 41 （1973年 - 1979年）
- 95 （1980年）